# Římskokatolická farnost Měřín
Římskokatolická farnost Měřín je územní společenství římských katolíků v rámci velkomeziříčského děkanství brněnské diecéze.

## Historie farnosti
V Měříně existovalo v letech 1197–1500 proboštství třebíčských benediktinů. Ty v uvedeném roce 1500 vyhnal Vilém II. z Pernštejna, a na někdejší působení tohoto řádu v Měříně dodnes upomíná jen lokální název "na klášteře", kterým jsou označovány některé domy v blízkosti kostela.

### Duchovenstvo farnosti

#### Duchovní správci
- 1626–1638 P. Šimon Maxmilián Dimitio
- 1638–1642 P. Jan Benedetti
- 1642–1646 P. Karel Bavorovský z Pingothu
- 1654–1655 P. Jakub Jan Tojovský
- 1655–1657 dojížděl P. Jakub Vavřík z Velkého Meziříčí
- 1657–1666 P. Jan Jindřich Švábenský
- 1667–1688 P. Matěj Cyril Haušperský
- 1690–1698 P. Matouš František Alaun
- 1698–1738 P. Jakub Felix Pacher
- 1738–1764 P. Václav Antonín Nosek
- 1764–1766 P. Bernard Hriesz
- 1766–1810 P. Antonín Vavřinec Zalejský
  - 1768–1771 P. Jan Hebelt, kaplan, zemřel na mor
  - 1772 (leden–únor) P. František Eber, kaplan, zemřel na mor
- 1810–1845 P. Leopold Taude
- 1845–1848 P. Antonín Benešek
- 1848–1853 P. Josef Italy
- 1853–1867 P. Jan Chryzostom Vaněk
- 1867–1872 P. Dominik Elgart
- 1872 (červenec–srpen) P. Josef Schwartz
- 1873–1893 P. František Kubíček
- 1893–1908 P. Jan Kapistrán Vaněk
  - 1897–1908 P. Cyriak Novotný, kaplan
  - 1899–1902 P. Tomáš Ballon, kaplan
  - 1902–1910 P. František Hába, kaplan
- 1908–1910 P. Ignác Vyškovský
- 1910–1916 P. Jan Babor
  - 1914 P. Metoděj Lavička, kaplan
  - 1914 P. Tomáš Ševčík, kaplan
- 1916–1949 P. František Čermák
  - 1916–1921 P. František Šváb, kaplan
  - 1916 P. Alois Beneš, kaplan
  - 1918 P. František Stárek, kaplan
  - 1918–1919 P. Alois Stříž, kaplan
  - 1932–1933 P. Emanuel Valoušek, kaplan
  - 1935–1936 P. Josef Votava, kaplan
  - 1937 P. Jan Dokulil, kaplan
- 1949–1957 P. Josef Votava
- 1957–1959 P. Jindřich Štěpánek
  - 1957–1958 P. Oldřich Med, kaplan
- 1959–2009 Mons. František Hrůza (poté 2009–2017 výpomocný duchovní)
- 2009–2013 P. Blažej Hejtmánek (od r. 2013 jmenován spirituálem BG Brno a administrátorem v Netíně)
  - od r. 2012 kaplan P. Tomáš Koumal
- od 1. srpna 2013 P. Mgr. Josef Havelka[1]
  - 8/2013 – 7/2015 kaplan P. Jiří Polach
  - od 8/2015 kaplan P. Zdeněk Drštka

#### Kněží rodáci
- R.D. Alois Vaněk, rodák z Blízkova
- P. Prokop Vostal, OSB, rodák z Blízkova, rajhradský benediktin, pozdější farář v Syrovicích u Rajhradu
- R.D. ThDr. Josef Pacal, rodák z Černé
- R.D. Leopold Běhal, rodák z Jersína
- R.D. Josef Sedlák, rodák z Jersína
- R.D. Antonín Zeman, rodák z Meziříčka
- R.D. František Smejkal, rodák z Měřína

## Sakrální stavby ve farnosti

### Farní kostel
Farní kostel sv. Jana Křtitele je v současné podobě barokní stavba. Z původního benediktinského kostela se dochoval pouze hodnotný románský portál, dnes skrytý v přízemí mohutné barokní vstupní věže, vybudované v 17. století. Dnešní podoba kostelního interiéru pochází z doby působení Mons. Františka Hrůzy jakožto měřínského faráře (farářem zde v letech 1959–2009).

### Kaple ve farnosti
- Blízkov – kaple sv. Václava, kaple sv. Jana Nepomuckého
- Černá – kaple sv. Antonína Paduánského (benedikována r. 2006)
- Dědkov – kaple Panny Marie Bolestné
- Jersín – kaple sv. Anny
- Meziříčko – kostel sv. Jana Nepomuckého (benedikován r. 1998)

## Bohoslužby
| Kostel                   | Místo     | Bohoslužba (den)                                 | Hodina                                                                          | Poznámka        |
| ------------------------ | --------- | ------------------------------------------------ | ------------------------------------------------------------------------------- | --------------- |
| svatého Jana Křtitele    | Měřín     | neděle pondělí úterý středa čtvrtek pátek sobota | 9.00 a 11.00 7.00 18.00 (zima)/19.00 (léto) 7.00 18.00 (zima)/19.00 (léto) 7.00 | farní kostel    |
| svatého Jana Nepomuckého | Meziříčko |                                                  |                                                                                 | filiální kostel |

## Primice
Dne 7. července 2002 měl ve farním kostele primici novokněz Mgr. Pavel Sobotka.
Dne 24. června 2017 přijal kněžské svěcení Ing. Ladislav Bublán, pocházející z měřínské farnosti.

## Aktivity farnosti
Dnem vzájemných modliteb farností za bohoslovce a bohoslovců za farnosti brněnské diecéze je 3. květen. Adorační den připadá na 17. dubna.
Ve farnosti se pravidelně koná tříkrálová sbírka. V roce 2017 se v Měříně vybralo 57 769 korun.
Od roku 2000 se konají poutě z Měřína do Kostelního Vydří. Během dvoudenního putování ujdou její účastníci 70 kilometrů a prožijí tři mše svaté.